# Carlos Chagas
Carlos Justiniano Ribeiro Chagas (IPA:[kahlus ʃagɐs] (ur. 9 lipca 1879 w Oliveirze, zm. 8 listopada 1934 w Rio de Janeiro) – brazylijski lekarz, parazytolog. W 1909 opisał chorobę nazwaną na jego cześć chorobą Chagasa. 

## Życiorys
Urodził się w 1879 jako syn José Justiniano das Chagasa, plantatora kawy z Minas Gerais, i Mariany Cândidy Chagas. Po zakończeniu nauki w szkołach w Itu, São Paulo i São João del Rei, rozpoczął studia w Wyższej Szkole Inżynierii Górniczej w Ouro Preto, ale w 1897 przeniósł się na Wydział Medycyny Uniwersytetu Federalnego Rio de Janeiro, na co wpłynął jego wuj, lekarz i właściciel szpitala. Ukończył studia w 1902, a następnym roku obronił doktorat dotyczący hematologii malarii. Pracował wtedy w instytucie kierowanym przez jego przyszłego przyjaciela i współpracownika, Oswaldo Cruza (1872–1917).
Po krótkim okresie praktyki lekarskiej objął stanowisko eksperta w porcie Santos w São Paulo, gdzie miał zwalczyć epidemię malarii wśród pracowników portu. Wprowadził innowację jaką było leczenie insektycydem o nazwie pyrethrum, odnosząc zaskakujący sukces. Opublikowana praca stanowiła podstawę zwalczania malarii na całym świecie i została zaaprobowana przez Ministerstwo Zdrowia Rządu Brazylii.
W 1906 powrócił do Rio de Janeiro i rozpoczął pracę w Instituto Oswaldo Cruz. W 1909 został wysłany do małej miejscowości Lassance, blisko rzeki São Francisco, w celu zwalczenia epidemii malarii szerzącej się wśród robotników pracujących przy budowie drogi kolejowej do Belém w Amazonii. Pozostał tam przez dwa lata i miał możliwość zaobserwowania infestacji krwiopijnymi pluskwiakami okolicznych wiejskich zabudowań. W jelitach tych owadów z rodzaju Triatoma, nazywanych w tych okolicach barbeiro, Chagas odkrył nieznane nauce pierwotniaki, które, jak doświadczalnie wykazał, mogą zostać przeniesione na małpy. Naukowiec opisał patogenne pierwotniaki pod nazwą Trypanosoma cruzi honorując Oswaldo Cruza; w tym samym roku opisał je jeszcze raz jako  Schizotrypanum cruzi, by potem powrócić do pierwszej nazwy, używanej do dziś.
Chagas podejrzewał, że pasożyt może wywoływać chorobę u ludzi, w związku z występowaniem przenoszących go owadów tak blisko ludzkich zabudowań. 23 kwietnia 1909 po raz pierwszy wykazał obecność świdrowców we krwi trzyletniej dziewczynki. Odnotował również inkluzje pasożytów w mózgu i mięśniu sercowym, co pozwoliło połączyć objawy choroby z cyklem życiowym pasożyta. Zasugerował, że pancernik jest naturalnym rezerwuarem pasożyta, opisał 27 przypadków ostrego przebiegu choroby i wyniki ponad setki autopsji chorych z przewlekłą postacią trypanosomiazy. Tym samym przeszedł do historii medycyny, opisując sam zarówno nowy patogen, nową jednostkę chorobową wywołaną przez ten patogen, a także zbadał cykl życiowy pasożyta i jego epidemiologię. 
Zasługi Chagasa zostały docenione w ojczyźnie i za granicą. Został wybrany do Narodowej Akademii Nauk i otrzymał prestiżową Nagrodę Schaudinna. Był też dwukrotnie (w 1913 i 1921) nominowany do Nagrody Nobla, ale ostatecznie nagrody nie otrzymał.
Zmarł w 1934 w Rio de Janeiro na zawał mięśnia sercowego.